# Велички окръг
Велички окръг (на полски: Powiat wielicki) е окръг в Южна Полша, Малополско войводство. Заема площ от 410,78 kм2. Административен център е град Величка.

## География
Окръгът се намира в историческия регион Малополша. Разположен е в централната част на войводството.

## Население
Населението на окръга възлиза на 115 356 души (2012 г.). Гъстотата е 281 души/kм2.

## Административно деление
Административно окръгът е разделен на 5 общини.
Градско-селски общини:
- Община Величка
- Община Неполомице

Селски общини:
- Община Бискупице
- Община Гдув
- Община Клай

## Фотогалерия
- Величка
- Неполомице